# InnoTrans
InnoTrans er en handelsmesse, der fokuserer på jernbanetransport. Den afholdes hvert andet år i Messe Berlin, som også har et udendørs normalspor, der kan benyttes til udstilling af tog. InnoTrans flyttede til Berlin i 1996. I 2018 var der 3062 udstillere fra 61 lande.